# NGC 6167
NGC 6167是星座矩尺座中的疏散星團。從地球上看，它的視星等為6.7等。

## 外部連結
- . SIMBAD. 斯特拉斯堡天文資料中心.